# Live Peace in Toronto 1969
Live Peace in Toronto 1969 è un album dal vivo della Plastic Ono Band pubblicato il 12 dicembre 1969 dalla Apple Records.
Fu registrato live a un festival rock n' roll a Toronto, Canada, il Toronto Rock and Roll Revival e del concerto esiste anche un documentario, Sweet Toronto, del 1971. Fu il primo album dal vivo di un membro dei Beatles, pubblicato separatamente o insieme.

## Storia
I promoter di Toronto John Brower e Kenny Walker organizzarono un festival al Varsity Stadium il 13 settembre 1969, con il progetto di un revival del rock and roll anni cinquanta, scritturando artisti come Chuck Berry, Little Richard, Jerry Lee Lewis, Fats Domino, Bo Diddley, e Gene Vincent. Oltre a questi, furono chiamati a esibirsi anche artisti più attuali all'epoca quali Alice Cooper, Chicago, e The Doors. Il 12 settembre, Brower contattò Lennon per chiedergli se fosse disponibile a svolgere la funzione di "maestro di cerimonie" per il festival. Inaspettatamente, Lennon si offrì invece di suonare, portandosi la propria nuova band, la "Plastic Ono Band". Brower accettò l'offerta, e Lennon mise insieme il gruppo in tutta fretta. Egli inizialmente chiese al compagno nei Beatles George Harrison di suonare con lui, ma egli rifiutò, così fu Eric Clapton (che aveva suonato la chitarra solista insieme a Lennon nei Dirty Mac) a essere scelto al suo posto. Gli altri musicisti riuniti da Lennon per l'improvvisata band, furono Klaus Voormann, e il batterista Alan White; mentre come assistenti John & Yoko vollero Mal Evans, Anthony Fawcett, Terry Doran, e Jill e Dan Richter. White raccontò a posteriori che quando ricevette la telefonata da Lennon per la convocazione nella band, credette che fosse uno scherzo di qualche amico e gli mise giù il telefono in malo modo, realizzando solo dopo che era veramente lui quando Lennon richiamò una seconda volta.

La mattina fissata per il volo in direzione Canada, il giorno prima del concerto, il 12 settembre, Lennon, Ono, e Clapton non erano all'aeroporto. Clapton non era stato neanche avvisato del concerto, e Lennon non lo aveva ancora contattato. Allora Brower chiamò Clapton e gli disse di contattare John e Yoko, che erano ancora a letto. Clapton raccontò di aver ricevuto la chiamata solo la mattina stessa della partenza e che fu costretto a prepararsi in fretta e furia per raggiungere l'aeroporto in un'ora. Il gruppo fece solo due prove: una durante il volo da Londra a Toronto, e una seconda poco tempo prima di salire sul palco. Lennon disse che la band "non sapeva cosa suonare", perché non si erano mai esibiti insieme prima. Sempre durante il viaggio in aereo, Lennon confessò prima a Clapton e poi ad Allen Klein, che una volta tornato in Inghilterra, era sua intenzione lasciare i Beatles.

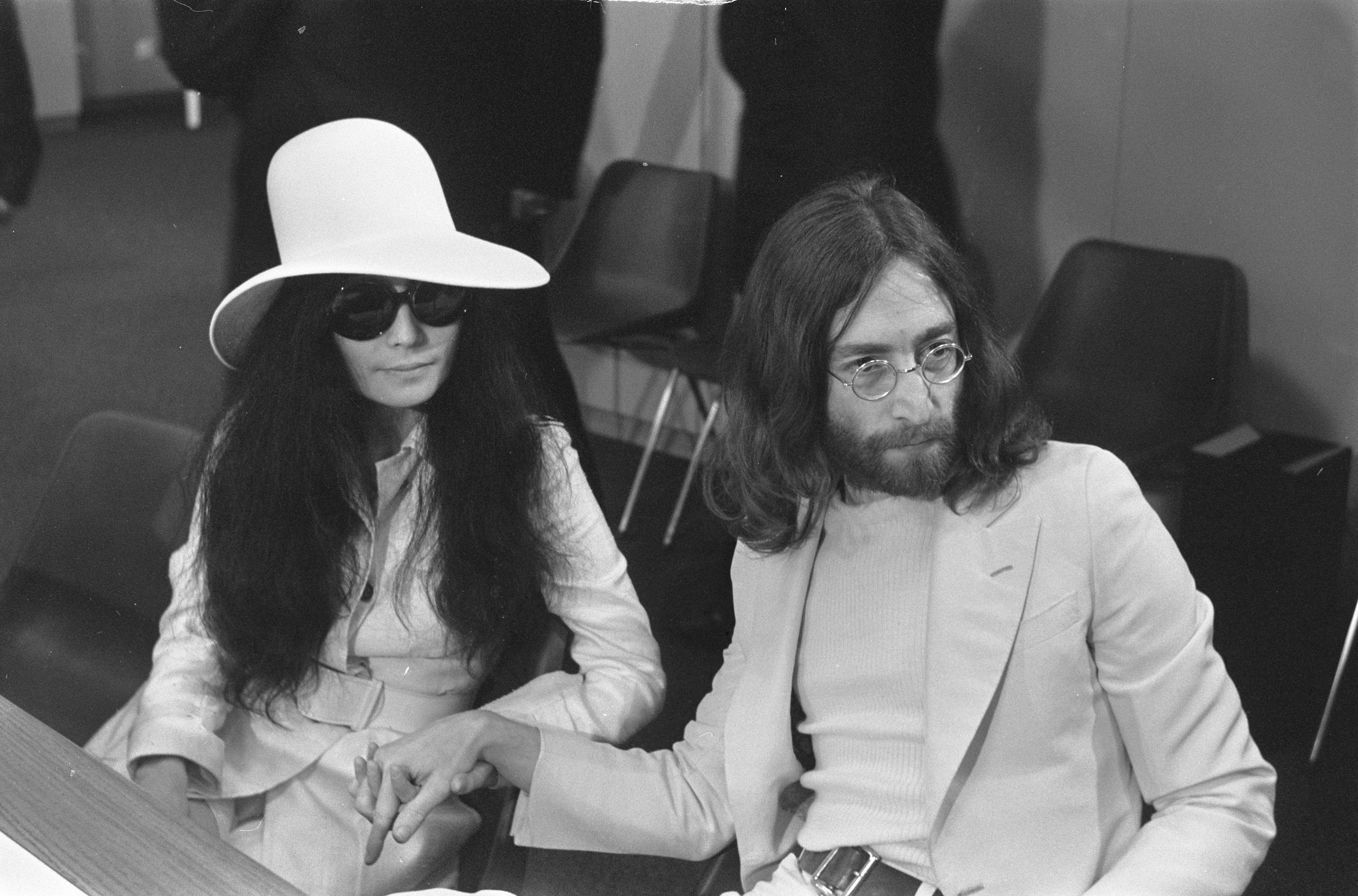
John Lennon e Yoko Ono nel 1969

## Esibizione
Al festival il gruppo suonò otto brani davanti a un pubblico di 25,000 persone. Prima dell'inizio dell'esibizione della Plastic Ono Band, il gruppo venne introdotto da Kim Fowley, e appena salito sul palco, Lennon disse al pubblico che la band avrebbe suonato solo canzoni che conosceva, perché aveva avuto poco tempo per provare ed affiatarsi. le uniche prove furono sull'aereo che li portò a Toronto. Fu quindi eseguita Yer Blues dei Beatles, perché Clapton l'aveva già suonata con Lennon durante il Rolling Stones Rock and Roll Circus, alcuni classici rock and roll che tutti conoscevano e due brani solisti di John, Give Peace a Chance e Cold Turkey. Quest'ultima, venne presentata da Yoko Ono come "la canzone più nuova scritta da John", e Lennon lesse il testo del brano da un foglio perché non lo aveva ancora memorizzato bene. La Ono eseguì Don't Worry Kyoko (Mummy's Only Looking for Her Hand in the Snow), B-side del singolo Cold Turkey. Poco tempo prima che la band si gettasse nell'esecuzione di Don't Worry Kyoko, Lennon annunciò che Yoko stava: "per fare la sua cosa a tutti voi". La band chiuse il concerto con una versione elettrica di un brano sperimentale tratto dal Wedding Album, intitolato John John (Let's Hope for Peace), un'estesa improvvisazione consistente nelle urla ripetute di Yoko sopra un tappeto sonoro di feedback di chitarre elettriche. Il pezzo, e anche l'esibizione della Plastic Ono Band, terminò con i membri del gruppo che lasciarono il palco lasciando risuonare i propri strumenti in feedback fino a quando Mal Evans non spense gli amplificatori.

## Produzione
Lennon si recò agli Abbey Road Studios il 25 settembre 1969 per effettuare il missaggio dell'album. In studio, egli completò il nastro stereo master del disco, ma dovette tornare ad Abbey Road il 20 ottobre per rimettere mano a Don't Worry Kyoko, rimuovere la maggior parte delle urla di Yoko Ono dalle sue canzoni e anche i cori di Clapton. L'album è tecnicamente una colonna sonora, essendo la registrazione dell'esibizione del gruppo come apparsa nel documentario sul festival diretto da D. A. Pennebaker, in seguito distribuito con il titolo Sweet Toronto. Lennon e Ono giunsero a un accordo con Pennebaker in modo da poter far uscire la loro esibizione su disco, dando in cambio i diritti per includere la loro performance nel film. Secondo Beatles Monthly, la fanzine ufficiale dei Beatles, a causa della reazione avversa del pubblico alla performance di Yoko Ono, Pennebaker rimosse i segmenti dove erano presenti Lennon e Ono dopo una limitata distribuzione del film, che venne quindi ri-montato come Keep on Rockin'. Successivamente, per la versione home video, il film è stato distribuito in versione integrale come Sweet Toronto sia in VHS che in DVD.

## Pubblicazione
L'album, pubblicato lo stesso giorno sia in Gran Bretagna (n. cat. UK Apple CORE 2001) che negli Stati Uniti (n. cat. US Apple SW 3362), non entrò in classifica nel Regno Unito, ma si piazzò dignitosamente in America arrivando in decima posizione nella classifica di Billboard. Lennon volle far uscire l'album velocemente per battere sul tempo la diffusione di qualsiasi bootleg del concerto che egli era sicuro sarebbe arrivato presto sul mercato. L'edizione statunitense del disco, indicava erroneamente che la registrazione del concerto era avvenuta in Inghilterra. L'album uscì con allegato un calendario del 1970 con tredici mesi al posto dei canonici dodici e in più corredato di foto, poesie e testi di canzoni, tratti da In His Own Write e A Spaniard in the Works di Lennon, e dal libro Grapefruit di Yoko Ono. Negli Stati Uniti, la Capitol Records era inizialmente restia a pubblicare l'album, dopo il fallimento commerciale dei recenti album sperimentali della coppia John & Yoko. Lennon ricordò nel corso di un'intervista del dicembre 1980 che fu costretto a convincere la Capitol a distribuire l'album: «Dicevano "questa è spazzatura, non faremo uscire un disco con lei che urla su un lato e tu che fai quel genere di roba dal vivo sull'altro". E si rifiutarono di farlo uscire. Ma alla fine li persuasi che ... magari la gente lo avrebbe comprato.» In un'intervista concessa a Rolling Stone, Lennon disse che la Capitol "era sul carrozzone di [Paul] McCartney, e i dirigenti dell'etichetta pensavano che lui fosse un idiota che faceva lo scemo in giro con una giapponese pazza, come nel caso di Toronto, che loro non volevano far uscire, perché non gli piaceva."

### Ristampa 1995
Negli anni novanta, Yoko Ono supervisionò la rimasterizzazione dell'album in occasione della ristampa in formato compact disc di Live Peace in Toronto 1969. Il CD venne pubblicato il 1º maggio 1995 (Europe Apple CDP 7904282). Due delle tracce remixate sono leggermente differenti rispetto al vinile originale per quanto riguarda il cantato di Yoko Ono: mentre a Dizzy Miss Lizzy sono stati aggiunti i suoi vocalizzi in sottofondo, Money (That's What I Want) ha invece meno cori da parte della Ono. Nella ristampa, venne incluso un calendario del 1995, per ricordare l'artwork originale dell'album. Da allora, il disco non è più stato ristampato ed attualmente è fuori catalogo.

## Copertina
Oltre alla copertina con una solitaria nuvola bianca su un cielo azzurro, l'album conteneva il calendario di John & Yoko per il 1970, con tanto di citazioni dalle opere dei due.
La versione originale dell'LP aveva come inserto un calendario del 1970 con tredici mesi.

## Tracce
1. Blue Suede Shoes – 3:50 (Perkins)
2. Money (That's What I Want) – 3:25 (Bradford/Gordy)
3. Dizzy Miss Lizzy – 3:24 (Williams)
4. Yer Blues – 4:12 (Lennon/McCartney)
5. Cold Turkey – 3:34 (Lennon)
6. Give Peace a Chance – 3:41 (Lennon/McCartney)
7. Don't Worry Kyoko (Mummy's Only Looking for Her Hand in the Snow) – 4:48 (Ono)
8. John, John (Let's Hope for Peace) – 12:38 (Ono)

## Formazione
- John Lennon: voce, chitarra elettrica
- Yōko Ono: cori, voce
- Eric Clapton: chitarra elettrica, cori
- Klaus Voormann: basso
- Alan White: batteria

## Accoglienza
| Recensione       | Giudizio |
| ---------------- | -------- |
| AllMusic         | [ 23 ]   |
| Robert Christgau | C        |
| MusicHound       | [ 25 ]   |
| Paste            | [ 26 ]   |

Raggiunse la decima posizione nella classifica statunitense Billboard 200 e venne certificato disco d'oro dalla RIAA, ma fallì l'entrata nelle classifiche britanniche.
La maggior parte delle critiche negative dell'epoca si indirizzarono alla seconda facciata dell'LP, costituita interamente dalle due canzoni di Yoko Ono. In retrospettiva, Richard Ginell di AllMusic scrisse: